# Erwin von Bary

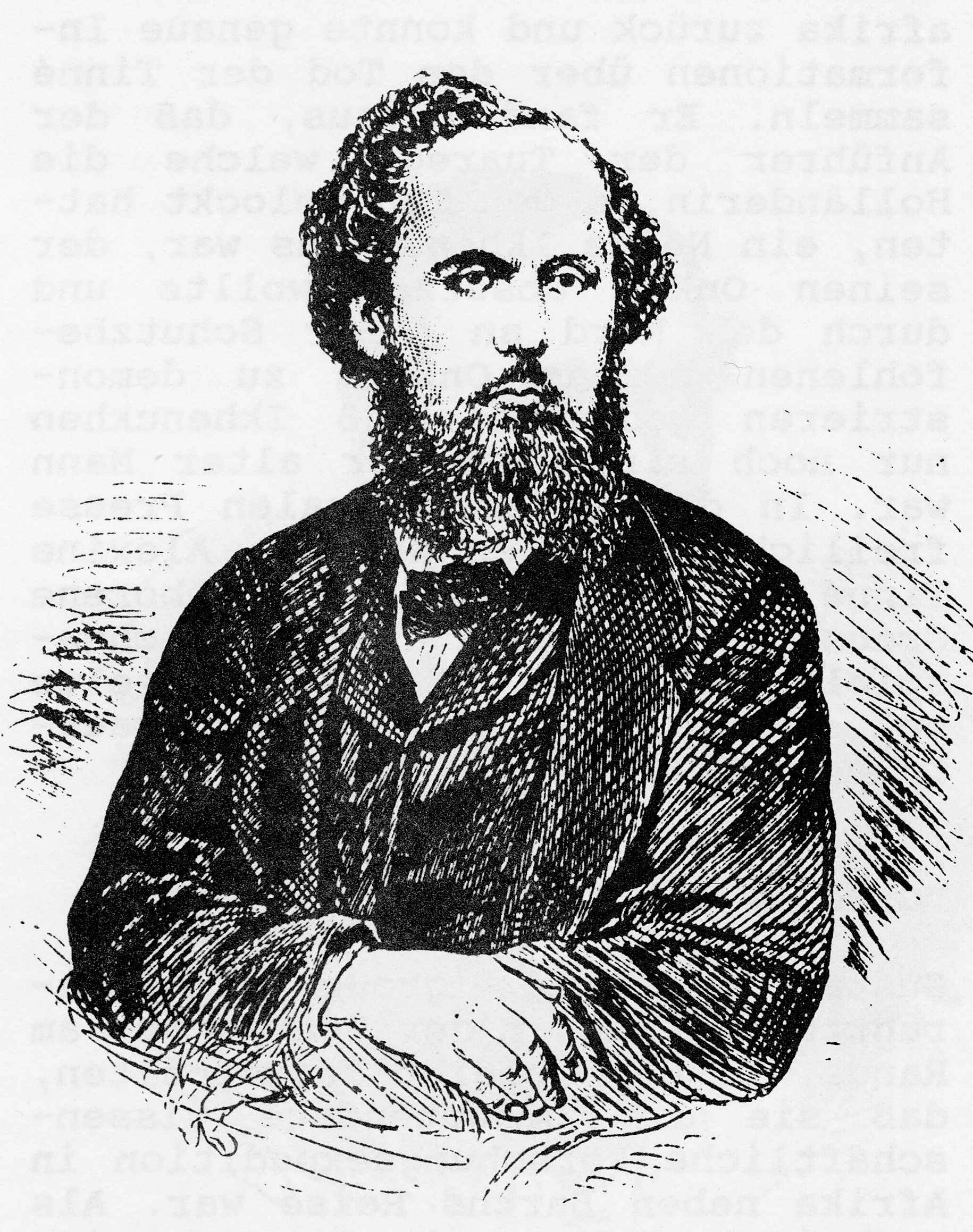
Erwin von Bary, 1880

Erwin von Bary (* 22. Februar 1846 in München; † 2. Oktober 1877 in Ghat) war ein Afrikareisender.

## Leben und Wirken
Er studierte nach dem Abitur 1864 am Wilhelmsgymnasium München in Leipzig und Zürich Medizin, beteiligte sich 1870 als Arzt am Deutsch-Französischen Krieg und übersiedelte 1872 nach Valletta auf Malta, um sich auf eine Expedition durch die Sahara ins heutige Nigeria vorzubereiten. Vorher schon mit der Naturwissenschaft beschäftigt, machte er im Herbst 1875 eine vorbereitende Tour von Tripolis aus in das Garian-Gebirge („Goriangebirge“), trat dann im August 1876 eine neue Reise ins Tassili n'Ajjer an und erreichte im Oktober die Karawanenstadt Ghat, die kurz zuvor von türkischen Truppen besetzt worden war. Deshalb gab sich v. Bary als türkischer Arzt aus, um bei den Tuareg des Hinterlandes keinen Verdacht zu erregen. Von Ghat aus besuchte er das berühmte Oued Imirhou („Miherothal“) mit seinen Krokodilsümpfen, kehrte nach Ghat zurück und drang im Januar 1877 südlich bis zum Aïr vor. Sein Versuch, auf den Spuren von Heinrich Barth (1821–1865) in den Sudan bis nach Sokoto vorzudringen, scheiterte am Widerstand der dort lebenden Tuareg, die in ihm einen türkischen Spion sahen und eine Inbesitznahme ihres Landes durch das Osmanische Reich befürchteten. Im Herbst 1877 abermals nach Ghat zurückgekehrt, starb er hier plötzlich am 2. Oktober. Immer wieder wurde darüber spekuliert, ob von Bary ermordet wurde. Doch die Indizien, z. B. seine Tagebucheintragungen, deuten auf eine schwere Erkrankung und Erschöpfung hin. Die Reiseschriftstellerin und Übersetzerin Erica de Bary, die sich mehrmals und längere Zeit in Ghat aufgehalten hatte, gab sein Reisetagebuch heraus.
Barys Sohn Alfred von Bary (1873–1926) war um die Jahrhundertwende einer der bedeutendsten Heldentenöre auf den Opernbühnen und glänzte vor allem als Interpret der Rollen in Richard Wagners Musikdramen. Er war ein gefeierter Lohengrin und Tristan bei den Bayreuther Festspielen, sang aber auch in Dresden und München.

## Veröffentlichungen
Aufsätze von Barys finden sich in den geographischen Zeitschriften, sein Tagebuch in der Zeitschrift der Gesellschaft für Erdkunde in Berlin (1880, Heft 1).
- Sahara-Tagebuch 1876–1877. Hrsg. von Erica de Bary. Mit einem Beitrag von Heinrich Schiffers und 56 Fotos von Herbert de Bary. Orion-Heimreiter-Verlag, Heusenstamm 1977, ISBN 3-87588-088-9.